# Андела Антунович
Андела Антунович (нар. 1 січня 2002) — чорногорська плавчиня.
Учасниця Олімпійських Ігор 2020 року, де в попередніх запливах на дистанції 100 метрів вільним стилем посіла 49-те місце і не потрапила до півфіналів.